# スパーニャ駅
スパーニャ (Spagna)はカンポ・マルツィオ地区にあるローマ地下鉄のA線の駅の一つで、1980年に開業した。駅は地下駅となっている。
付近のスペイン広場 （ピアッツァ・ディ・スパーニャ）から名前をとっていて、駅の出口はトリニタ・デイ・モンティ階段の向かって左側にあり、駅から数メートルで広場に至るボッティーノ小路に面している。
他の出口は、動く歩道で繋がった先に、ヴェネト通りの端でヴィッラ・ボルゲーゼの入口の隣のピンチャーナ門の近くにある。
2019年5月、スパーニャ駅の無期閉鎖は解除。

## 周辺

### スペイン広場
- バブイーノ通り
- コンドッティ通り
  - パラッツォ・ディ・スパーニャ - 大使館
  - トリニタ・デイ・モンティ教会
  - トリニタ・デイ・モンティ階段
  - サルスティウスのオベリスク
  - インマコラータのコロンナ
  - パラッツォ・ディ・プロパガンダ・フィーデ
  - Museo di Keats e Shelley
  - ヴィッラ・メーディチ

### ヴィッラ・ボルゲーゼ
- - ピンチョ

### その他
- コロンナ広場
  - モンテチトーリオ
  - パラッツォ・キージ
  - マルクス・アウレリウスの記念柱
  - アルベルト・ソルディのガッレリーア
  - コルソ通り
  - サンタ・マリーア・イン・ヴィーア教会
- ボルゲーゼ宮殿
- アーラ・パチス
- アウグストゥス廟

## 施設
駅には以下の施設がある:
- 駅とは動く歩道で繋がるヴィッラ・ボルゲーゼの駐車場。
- Blumenstihl男爵により1893年に建造されたボッティーノ小路の出口の横にある公共エレベーターで、トリニタ・デイ・モンティ階段に上の出口がある。
- エスカレーター